# D.F.L. / La segunda independencia
D.F.L. / La segunda independencia es un sencillo de la agrupación chilena Tiemponuevo, lanzado en 1972 bajo el sello DICAP.

## Lista de canciones
| Lado A |          |                |          |  |
| N.º    | Título   | Escritor(es)   | Duración |  |
| 1.     | «D.F.L.» | Roberto Rivera |          |  |

| Lado B |                            |              |          |  |
| N.º    | Título                     | Escritor(es) | Duración |  |
| 2.     | «La segunda independencia» | Víctor Lima  |          |  |